# Nacophora
Nacophora là một chi bướm đêm thuộc họ Geometridae.